# هند قبوات
هند قبوات (مواليد 1974 في الهند) باحثة وناشطة ومستشارة دولية وسياسية سورية كندية تشغل منصب وزيرة الشؤون الاجتماعية والعمل في حكومة أحمد الشرع منذ 29 آذار 2025.
شغلت سابقًا منصب مديرة بناء السلام بين الأديان في مركز جامعة جورج ماسون للأديان العالمية والدبلوماسية وحل النزاعات ونائب رئيس هيئة التفاوض السورية في مكتب جنيف. بعد سقوط نظام الأسد عُينت من قبل الرئاسة السورية كعضو في اللجنة التحضيرية لمؤتمر الحوار الوطني السوري في شباط 2025.

## النشأة والتعليم
وُلدت هند قبوات في الهند عام 1974 ونشأت في سوريا. حصلت على إجازة في الاقتصاد من جامعة دمشق، وإجازة في القانون من جامعة بيروت العربية. كما حصلت على ماجستير في العلاقات الدولية من كلية فليتشر للقانون والدبلوماسية بجامعة تافتس، وشهادات في حل النزاعات والقيادة الاستراتيجية من جامعة تورنتو وفي التفاوض من جامعة هارفارد.
حصلت على عدة جوائز تقديرية منها جائزة صانعي السلام عمليًا من مركز تانينباوم للتفاهم بين الأديان في نيويورك عام 2007، وجائزة الدبلوماسية العامة من جامعة جورج ماسون عام 2009، وذلك تقديرًا لجهودها في تعزيز الحوار بين الأديان وحل النزاعات.

## النشاط السياسي والحقوقي
مع انطلاق الثورة السورية عام 2011، لعبت هند قبوات دورًا بارزًا في المعارضة السورية والمفاوضات السياسية. شغلت عدة مناصب في الهيئة العليا للمفاوضات بين عامي 2015 - 2017، كما كانت نائبة رئيس مكتب هيئة التفاوض في جنيف خلال الفترة 2017 - 2022.
في فبراير 2025، تم تعيينها عضوًا في اللجنة التحضيرية لمؤتمر الحوار الوطني السوري، بعد سقوط نظام بشار الأسد في ديسمبر 2024، حيث أصبحت من الشخصيات الفاعلة في المشهد السياسي السوري. وتم تعيينها وزيرة للشؤن الأجتماعية والعمل في الحكومة السورية الجديدة 29.03.2025

## العمل الأكاديمي وبناء السلام
عملت هند قبوات أستاذة مساعدة ومديرة لقسم حوار الأديان وحل النزاعات في معهد الأديان والدبلوماسية في جامعة جورج ماسون بولاية فيرجينيا الأميركية منذ عام 2013. كما شغلت منصب زميلة زائرة في كلية الحقوق، قسم المفاوضات بجامعة هارفارد بين عامي 2017 و2019.
أسست مركز الحوار والسلام والمصالحة السوري في تورونتو، وعملت مديرة لبرنامج بناء السلام بين الأديان. كما كانت مستشارة وعضوًا في المجلس الاستشاري للبنك الدولي، وعضوًا في مجلس إدارة منظمة "إنتربيس" المعنية ببناء السلام.

## النشاط المجتمعي والنسوي
ترأست هند قبوات منظمة "تستقل"، التي تُعنى بشؤون المرأة وبناء السلام، وتدير جمعية النساء السوريات الكنديات في تورونتو. وهي عضو في مجلس المنتدى الاقتصادي السوري، ومنظمة المسيحيين السوريين من أجل السلام، بالإضافة إلى عضويتها في المجلس الاستشاري لمركز جسور للدراسات.

## الجوائز والتقدير
حصلت على عدة جوائز دولية تقديرًا لجهودها في بناء السلام، من بينها:
- جائزة صانعي السلام عمليًا (2007) – مركز تانينباوم، نيويورك.
- جائزة الدبلوماسية العامة (2009) – جامعة جورج ماسون.